# 시중금리
시중금리(市中金利)는 일반적으로 시중 금융기관이 대출할 때의 금리를 말한다. 시중 금융기관의 금리는 은행이 어음을 할인할 때의 금리, 예금 수입시의 금리, 콜금리 등 여러 가지가 있으나. 시중금리라 할 경우는 대출할 때의 금리를 가리켜 말한다. 시중금리의 대부분은 그 최고 한도를 규제하고 있다.
금융시장의 사정을 반영하는 대표적인 금리. 정부 금융기관 및 중앙은행 이외의 민간 금융기관이 실제 적용하고 있는 예금금리, 대출금리, 민간금융기관 상호간에 이루어지는 콜이율, 할인율 등을 말하며, 일반적으로는 시중은행의 대출금리를 가리키는 경우가 많다. 시중금리는 경기 동향, 금융 사정을 반영하여 변동하는 것이 원칙으로 이에 의해 금리의 자금수급 조정 기능이 발휘된다.

## 같이 보기
- 이자
- 코픽스